# Peningova klopka
Peningova zamka ili Peningova klopka je uređaj za čuvanje naelektrisanih čestica pomoću homogenog, aksijalnog magnetnog polja i nehomogenog kvadrupolnog električnog polja. Ovakav tip zamke je posebno pogodan za precizna merenja karakteristika jona i stabilnih subatomskih čestica. Geonijum atom je stvoren i ispitivan pomoću ovog uređaja, u cilju određivanja magnetnog momenta elektrona. 
U poslednje vreme, ove zamke se koriste u ostvarivanju Kvantnih računara i kvantne obrade podataka "hvatanjem" kvubita. Peningove zamke se koriste u mnogim laboratorijama širom sveta, na primer u CERNu se koristi za čuvanje antimaterije kao npr. antiprotona.

## Istorija
Peningova klopka je dobila ime po F. M. Peningu (1894–1953). Ime joj je dao Hans Georg Dehmelt (rođ 1922) koji je izgradio prvu klopku.U svojoj biografiji Dehmelt kaže: 
"Počeo sam da se fokusiram na magnetron, koji mi je, u Peningovom jonskom metru, već privukao pažnju u Gotingenu i Duku. 1955-e, Franken and Liebes su istražujući ciklotronsku rezonanciju fotoelektrona u vakuumu zapazili nepoželjno pomeranje frekvencije izazvano slučajnim hvatanjem elektrona. Iz njihove analize sam zaključio da u čistom elektičnom polju kvadrupola pomeranje ne bi zavisilo od položaja elektrona u zamci. Ovo predstavlja značajnu prednost u odnosu na mnoge druige zamke koje sam ispitivao. Magnetronska zamka ovog tipa je bila ukratko razmatrana u J.R. Pirsovoj knjizi iz 1949-e, i ja sam razvio jednostavan opis aksijalnog, magnetronskog i ciklotronskog kretanja elektrona u njemu. Uz pomoć stručnog duvača stakla, Džejk Džonsona, izgradio sam moju prvu magnetronsku zamku visokog vakuuma 1959-e i ubrzo sam bio u mogućnosti da hvatam elektrone na oko 10 sek, kao ida uočim aksijalne, magnetronske i ciklotronske rezonance. " – H. Dehmelt
H. Dehmelt je 1989g osvojio deo Nobelove nagrade za Fiziku za razvoj tehnike hvatanja jona.

## Opis rada
Peningove klopke koriste snažno, homogeno, aksijalno magnetno polje kako bi sprečile radijalno kretanje čestica, i kvadrupolno električno polje da suzbiju aksijalno kretanje. Statički električni potencijal se može dobiti korišćenjem tri elektrode: jednu prstenastu i dve krajnje. U idealnoj klopci, prsten i krajnje elektrode su hiperboloidi obrtanja. Za hvatanje pozitivnih (negativnih) jona, krajnje elektrode se drže pozitivno (negativno) nalelektrisane u odnosu na prsten. Ovo potencijalno stvara tačku sedla u centru klopke, koje hvata jone u aksijalnom pravcu. Električno polje izaziva oscilacije jona (i to harmonične u slučaju idealne klopke) oko ose zamke. Kombinacija magnetnog i električnog polja primorava naelektrisane čestice da se kreću u radijalnoj ravni i izvan epitrokoida.
Orbitalno kretanje jona u radijalnoj ravni se sastoji iz dva moda na frekvencijama koje su nazvane magnetronska {\displaystyle \omega _{-}} i modifikovana ciklotronska {\displaystyle \omega _{+}} frekvencija. Ova kretanja su slična deferentu i epiciklu, redom, u Ptolomejskom modelu sunčevog sistema.
Zbir ove dve frekvencije je ciklotronska frekvencija, koja zavisi od odnosa naelektrisanja i mase i od snage magnetnog polja. Ova frekvencija se može izmeriti vrlo tačno i može se koristiti za merenje mase naelektisanih čestica. Mnoge od izuzetno preciznih merenja mase (masa elektrona, protona, 2H, 20Ne and 28Si) su određeni pomoću Peningove klopke.
Za uklanjanje energije jona iz klopke, koriste se hlađenje gasom, rezistivno hlađenje, i lasersko hlađenje. 
Hlađenje gasom se oslanja na sudaranje jona i neutralnih molekula gasa čime im se energetski sadržaj uravnotežava. 
Kod rezistivnog hlađenja, pomeranjem naelektrisanja kroz elektrode, moraju da rade nasuprot spoljnom otporniku, što za posledicu ima uklanjanje energije s jona. 
Lasersko hlađenje se može koristiti za uklanjanje energije sa nekih vrsta jona u klopci. Za ovo su potrebni joni sa odgovarajućom elektronskom strukturom.
Hlađenje zračenjem je proces pri kom joni gube energiju stvarajući elektromagnetne talase usled njihovog ubrzavanja u magnetnom polju. Ovaj proces dominira hlađenjem elektrona u klopci, ali je isuviše mali, i uglavnom zanemarljiv kod težih čestica.
Korišćenje Peningove zamke može da ima prednosti u odnosu na radio-frekvencionu klopku (Polovu klopku). Pre svega u Peningovoj klopci se koriste samo statička polja i otuda nema mikro kretanja i rezultujućeg zagrevanja jona usled dinamičkih polja, čak i za prošrene dvo- i tri- dimenzionalne jone Kulonovih kristala. Takođe, Peningova klopka može znatno da se uveća, a da ne izgubi sposobnost hvatanja. Uhvaćeni jon se zatim može držati i podalje od površine elektrode. Interakcije između jona i površine elektrode mogu da izazovu zagrevanje i dekoherentne efekte, i ovi efekti opadaju kako raste rastojanje od elektrode.

## Furijeova transformacija masene spektrometrije
Furijeova transformacija jon ciklotronske rezonance masene spektrometrije (još poznata kao Furijeova transformacija masene spektroskopije), je oblik masene spektroskopije koji se koristi za određivanje odnosa mase i naelektrisanja (m/z) jona i bazirana je na ciklotronskoj frekvenciji jona u magnetnom polju. joni zarobljeni u Peningovoj klopci gde su pobuđeni do većeg ciklotronskoj radijusa oscilacijama električnog polja upravnog na magnetno polje. Pobuđivanje takođe rezultira da se joni kreću u fazi (kao paket). Signal se detektuje kao struja na paru ploča blizu kojih paket prolazi dok ciklotronira. Rezultujući signal se zove Slobodan induktivni raspad, tranzient ili interferogram i sastojise se od superponiranih sinusnih talasa. Koristan signal se extrahuje iz ovih podataka primenom Furijeove transformacije da bi se dobio maseni spektrum.
Jedan jon može da se istražuje u Penigovoj klopci koja se održava na temperaturi od 4 K. Za ovako nešto potrebno je prstenastu elektrodu podeliti, a druge dve elektrode povezati superprovodnim namotajem, i sa izvorom i gatom tranzistora s efektom polja. Namotaj i kapacitance LC kola sa Q od oko 50 000. LC kolo je pobuđeno spoljnim električnim pulsom. Podeljene elektrode prate kretanje jedinstvenog elektrona do LC kola. Tako je energija LC kola u rezonanciji sa jonom koji lagano osciluje među brojnim elektronima (10000) u gatu efekta polja tranzistora. 